# Niedersorbisches Kinderensemble
Das Niedersorbische Kinderensemble ist ein gemischter Kinderchor und eine Tanzgruppe aus Cottbus.
Im Jahr 1981 wurde der Niedersorbische Kinderchor mit anfänglich 45 Mädchen und Jungen gegründet. Nachdem sich der Niedersorbische Kinderchor mit der erst 1993 gegründeten Tanzgruppe Freundschaft zusammenschloss, benannte man beides dann als Niedersorbisches Kinderensemble um. Das Ensemble besteht aus 20 Sängern und Sängerinnen und 12 Tänzerinnen und Tänzern.
In ihrem Repertoire finden sich mehr als 30 polnische und vor allem niedersorbisch-wendische Volkslieder, aber auch Pop- und Kirchenlieder. Mit ihren Liedern und Tänzen tritt das Niedersorbische Kinderensemble in Cottbus und der restlichen Niederlausitz, aber auch im Ausland, wie in der Tschechischen Republik und Polen auf. Ihre Lieder werden auch im Sorbischen Radioprogramm des rbb, wie zum Beispiel im niedersorbisch-wendischen Radiojugendmagazin Bubak gesendet.
Künstlerische Leiterin ist seit mehr als 20 Jahren Maria Elikowska-Winkler und organisatorischer Leiter ist seit Anfang an Bjarnat Rjents. Die Tanzgruppe untersteht der Leitung von Karin Sepanowa.
Im Jahre 2002 erhielten sie für ihre Leistung den Ćišinski-Preis.
Im Jahre 2007 feierte das Ensemble sein 25. Gründungsjubiläum im Cottbuser Ortsteil Sielow.

## Quelle
Łužyca (rbb) Sendung vom 21. Juli 2007